# Boechera falcata
Boechera falcata là một loài thực vật có hoa trong họ Cải. Loài này được (Turcz.) Al-Shehbaz mô tả khoa học đầu tiên năm 2005.